# Vignogn
Vignogn (, toponimo romancio; in tedesco Vigens, desueto, ufficiale fino al 1983) è una frazione di 154 abitanti del comune svizzero di Lumnezia, nella regione Surselva (Canton Grigioni).

## Geografia fisica
Vignogn si trova ai piedi del Piz Sezner.

## Storia

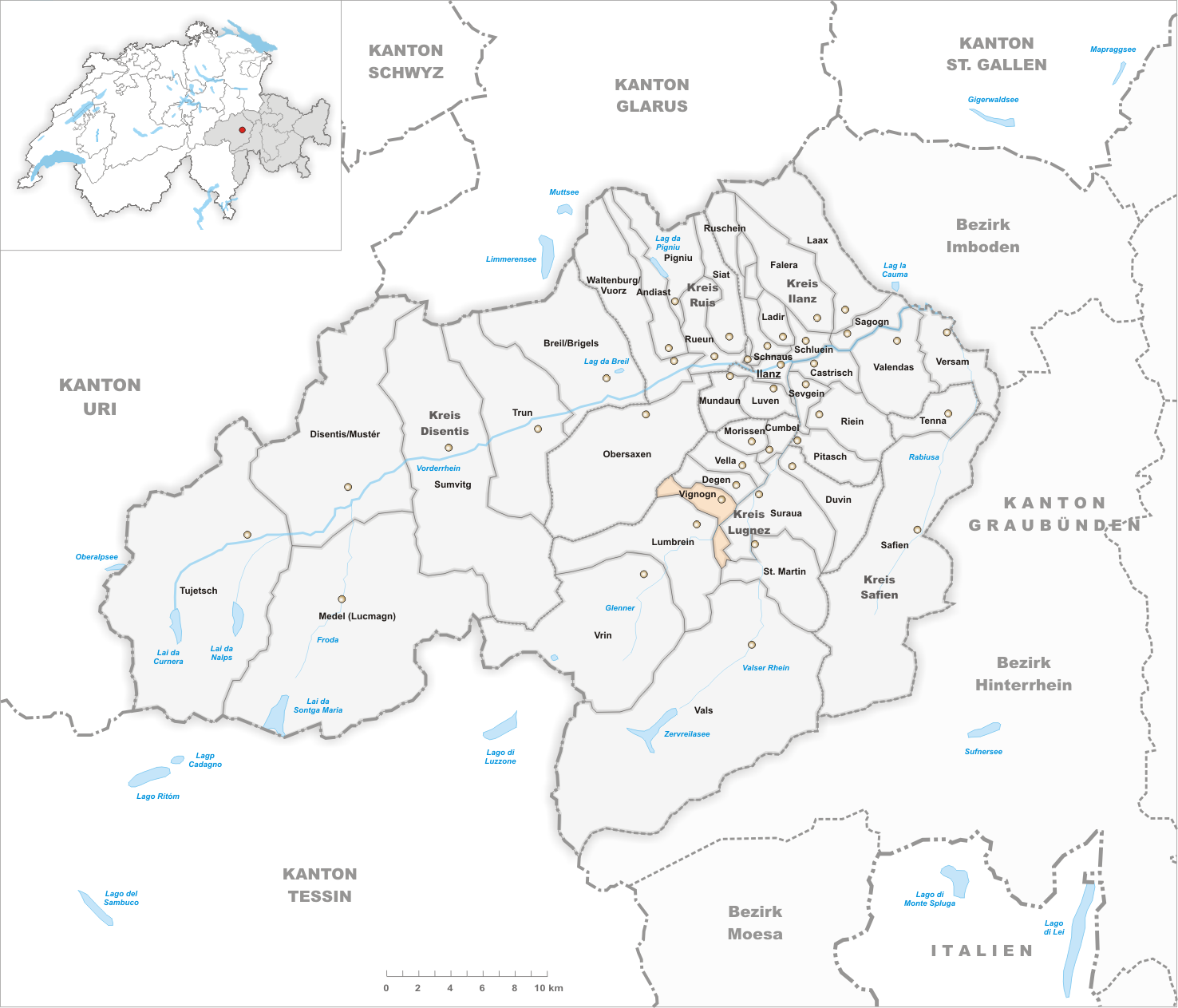
Il territorio del comune di Vignogn prima degli accorpamenti comunali del 2013

Già comune autonomo che si estendeva per 7,90 km², il 1º gennaio 2013 è stato aggregato agli altri comuni soppressi di Cumbel, Degen, Lumbrein, Morissen, Suraua, Vella e Vrin per formare il nuovo comune di Lumnezia.

## Monumenti e luoghi d'interesse
- Chiesa cattolica di San Florin, attestata dal 1345[1];
- Cappella di San Gaudenzio, attestata dal 1345[1].

## Società

### Evoluzione demografica
L'evoluzione demografica è riportata nella seguente tabella:
Abitanti censiti